# Chiesa di San Silvestro (Reggio Emilia)
La chiesa di San Silvestro è un edificio di culto cattolico sito in via Gramsci a Mancasale, nel comune di Reggio Emilia. È sede dell'omonima parrocchia del vicariato urbano della diocesi di Reggio Emilia-Guastalla. 

## Storia
La chiesa viene nominata per la prima volta in un documento del 1057 e nella prima metà del Quattrocento fu riedificata da Francesco Zoboli.
La torre campanaria subì alcuni interventi nel 1650 e nel 1672. Tra il 1772 ed il 1797 la chiesa fu oggetto di importanti lavori che comportarono la realizzazione dell'attuale facciata nel luogo dove prima sorgeva l'abside. Verso la fine dell'800 furono compiuti alcuni lavori di abbellimenti all'interno, mentre nel 1909 la torre venne dotata dell'odierno cupolino.

## Descrizione
La chiesa presenta una facciata a capanna ripartita da due coppie di lesene laterali e coronata da un frontespizio spezzato. L'interno, barocco, è a una sola navata, con colonne d'ordine ionico a due a due intermezzate da cappelle per ogni lato. Nel catino vi è dipinto San Silvestro, mentre nell'ancona del coro vi è una tela settecentesca raffigurante il Santo patrono della chiesa e il paesaggio di Mancasale. Negli altari minori vi sono le statue del Sacro Cuore di Gesù e della Madonna del Rosario e due quadri d'ignoti settecenteschi: San Michele Arcangelo e l'Innalzamento della Croce.